# Địa mạo học sinh học bờ biển

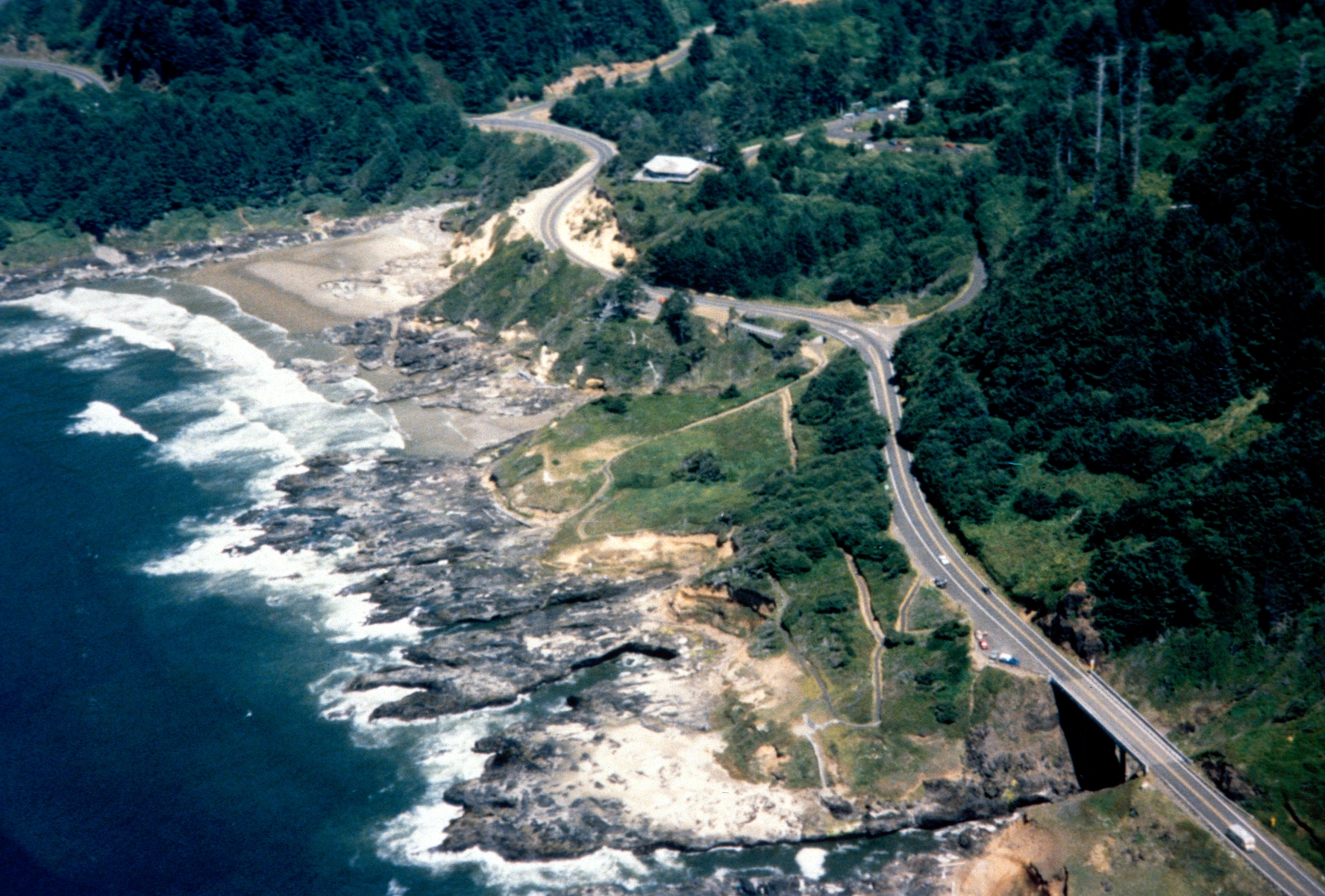
Hình dạng của đường bờ biển có thể bị ảnh hưởng bởi các quá trình sinh học

Từ những năm 1990, địa mạo học sinh học đã phát triển như một lĩnh vực nghiên cứu đã được thiết lập để kiểm tra mối tương quan giữa các sinh vật và quá trình địa mạo trong nhiều môi trường khác nhau, cả trên biển và trên cạn. Địa mạo học sinh học ven biển xem xét sự tương tác giữa các sinh vật biển và các quá trình địa mạo ven biển. Địa mạo học sinh học là một nhánh con của địa mạo học.
Điều này có thể bao gồm không chỉ các vi sinh vật và thực vật, mà cả động vật. Những tương tác này là các yếu tố quan trọng trong sự phát triển của một số môi trường nhất định như ruộng muối, rừng ngập mặn và các loại đất ngập nước ven biển khác cũng như ảnh hưởng đến sự ổn định ven biển và bờ biển.

### Các quy trình chính
Có ba quá trình chính liên quan đến địa mạo học sinh học : bùng nổ sinh học, bảo vệ sinh học và xây dựng sinh học. Bùng nổ sinh học là sự xói mòn các chất nền đại dương bởi các sinh vật sống. Bảo vệ sinh học đề cập đến việc bảo vệ chất nền khỏi các hình thức xói mòn khác nhau bởi sự hiện diện của các sinh vật và các cấu trúc mà chúng tạo ra (ví dụ như các rạn san hô). Cuối cùng, xây dựng sinh học đề cập đến việc xây dựng vật lý các cấu trúc sinh học trên chất nền đại dương. Vùng sinh vật biển tương tác với các quá trình địa hình bằng cách xây dựng các cấu trúc, tích tụ trầm tích carbonate, đẩy nhanh xói mòn do sự khoan hoặc biot, và đời sống thực vật biển góp phần ổn định bờ biển, đặc biệt là trong môi trường đầm lầy và đầm lầy.

### Vai trò trong ổn định bờ biển
Sự tương tác giữa các quá trình sinh học biển và địa chất rất quan trọng đối với sự ổn định của bờ biển, đặc biệt là trong môi trường trầm tích mềm nơi trầm tích dễ bị xói mòn. Các sinh vật đáy và sinh vật phù du, cũng như bộ lọc động vật có vỏ, mai, và thậm chí liên kết các trầm tích mịn với nhau trong các vùng thủy triều. Hành động này làm giảm độ đục trong khu vực bằng cách hóa rắn và bảo vệ các trầm tích mềm, lỏng, và do đó cho phép thực dân hóa nhiều hơn bởi các sinh vật khác. Nếu sự xáo trộn của các trầm tích mềm này xảy ra, đặc biệt thông qua tương tác của con người như thu hoạch vỏ sò, nạo vét hoặc giới thiệu chất độc, môi trường có thể thay đổi mạnh mẽ. Nếu điều này xảy ra và vùng sinh vật biển được loại bỏ khỏi môi trường, xói mòn có thể xảy ra hoặc tăng lên, đặc biệt là ở các khu vực dễ bị tác động của sóng và đình chỉ thủy triều.